# Poses
Poses ist eine französische Gemeinde mit 1.118 Einwohnern (Stand: 1. Januar 2022) im Département Eure in der Region Normandie. Sie gehört zum Arrondissement Les Andelys und zum Kanton Val-de-Reuil.

## Geografie
Poses liegt etwa 18 Kilometer südsüdöstlich von Rouen an der Seine sowie am Lac de Deux Amants. Umgeben wird Poses von den Nachbargemeinden Pîtres im Norden und Nordwesten, Amfreville-sous-les-Monts im Norden und Osten, Vatteville im Südosten, Val-de-Reuil im Süden und Westen sowie Léry im Westen und Südwesten.

## Geschichte
| Jahr      | 1793  | 1866  | 1936 | 1962 | 1968  | 1975 | 1982 | 1990  | 1999  | 2006  | 2013  |
| --------- | ----- | ----- | ---- | ---- | ----- | ---- | ---- | ----- | ----- | ----- | ----- |
| Einwohner | 1.055 | 1.206 | 902  | 973  | 1.082 | 976  | 957  | 1.024 | 1.107 | 1.111 | 1.166 |

## Sehenswürdigkeiten
- Archäologische Fundstelle („Sur la Mare“)
- Kirche Saint-Quentin, seit 1911 Monument historique

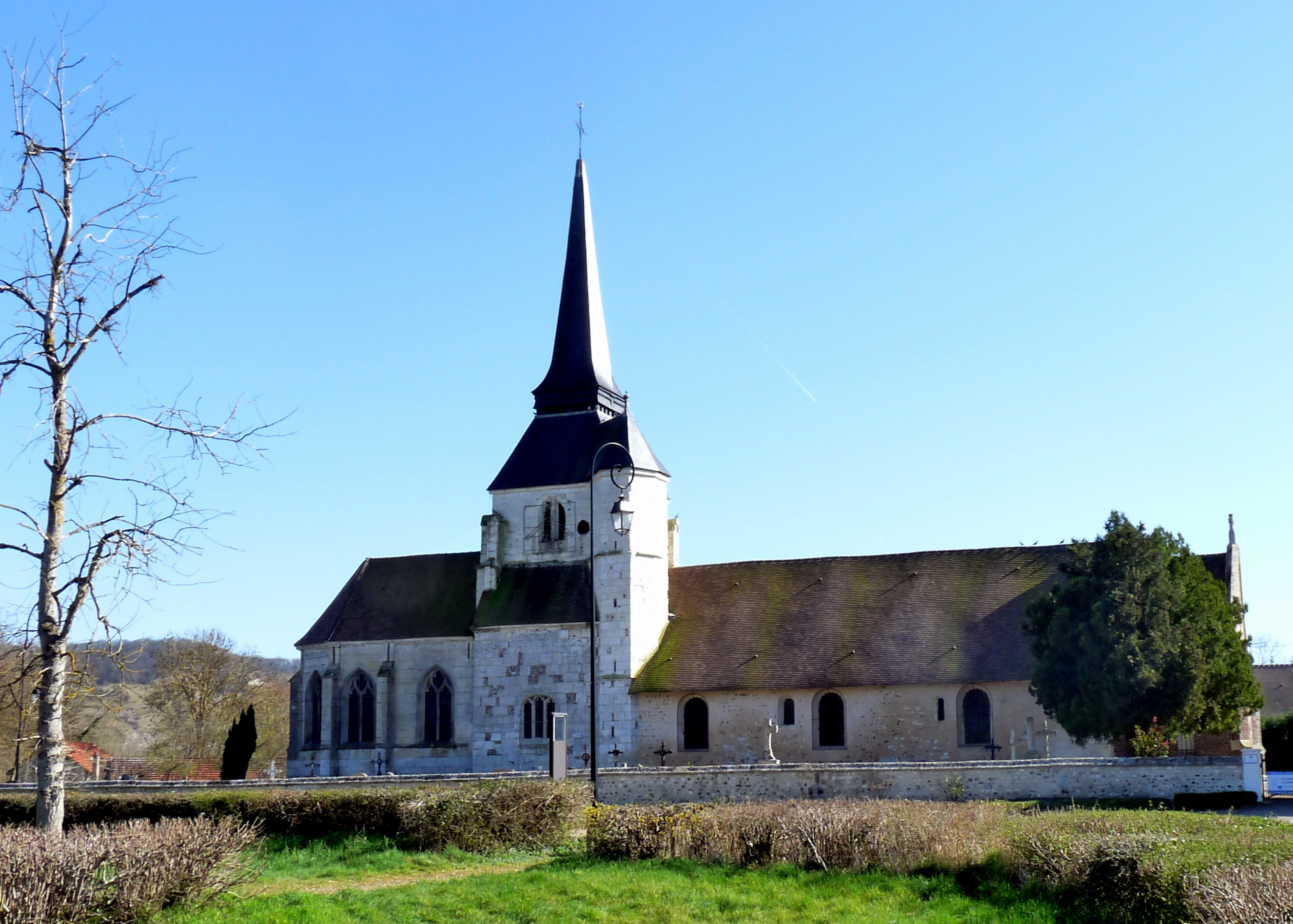
Kirche Saint-Quentin

- Staustufe von Poses